# Cyclosa ginnaga
Cyclosa ginnaga es una especie de arañas araneomorfas de la familia Araneidae.

## Localización
Esta especie se localiza en China, Corea, Taiwán, Japón.